# Шварц, Николай Николаевич
Николай Николаевич Шварц (14 февраля 1882 года — 4 января 1944 года, Москва) — русский и советский военный деятель. Полковник (РИА; 1917 год), генерал-лейтенант (РККА, 1943 год).

## Биография
Родился 14 февраля 1882 года.
Окончил Новгородское реальное училище. 26 августа 1902 года поступил в Алексеевское военное училище, из которого был выпущен 9 августа 1904 года в чине подпоручика во 2-й сапёрный батальон, после чего принимал участие в боевых действиях в ходе русско-японской войны.
В 1911 году окончил Николаевскую военную академию по первому разряду.
3 ноября 1911 года был назначен на должность командира роты в 85-м Выборгском пехотном полку, 6 апреля 1913 года — на должность старшего адъютанта штаба 1-й гренадерской дивизии, затем временно исполнял должность штаб-офицера для поручений штаба Гренадерского корпуса, а с 10 сентября 1915 года временно исполнял должность помощника старшего адъютанта генерал-квартирмейстера штаба 4-й армии.
12 июля 1916 года был назначен на должность помощника начальника отделения управления генерал-квартирмейстера штаба Главнокомандующего Западного фронта, а затем временно исполнял должность начальника штаба 44-й пехотной дивизии.
В январе 1918 года был назначен на должность начальника первого разведывательного делопроизводства (позднее отделения) разведчасти отдела 2-го генерал-квартирмейстера (Огенквар-2) Главного управления Генерального штаба. В феврале 1918 года, оставаясь на этой же должности, добровольно вступил в ряды РККА. 8 мая 1918 года Главное управление Генерального штаба было ликвидировано, и разведкой занялся Военно-статистический отдел Оперативного управления Всероглавштаба, где Шварц занял ту же должность. Находясь на этих постах, с января по октябрь 1918 года руководил зарубежной агентурной разведкой РСФСР.
В октябре 1918 года был назначен на должность начальника оперативного отдела штаба Восточного фронта, затем — последовательно на должности помощника начальника штаба Кавказского фронта и начальника оперативного отдела штаба Юго-западного фронта.
25 февраля 1920 года был назначен на должность начальника штаба Западного фронта, после чего принимал участие в боевых действиях советско-польской войны, в ходе которой составил план наступления на Варшаву, предостерегая при этом от наступления на Варшаву с необеспеченным левым флангом. Тем не менее, из-за провала наступления Шварц в сентябре 1920 года был снят с занимаемой должности. 9 сентября 1921 года был арестован ВЧК, но уже 6 декабря 1921 года был освобождён.
В декабре 1921 года был назначен на должность старшего руководителя стратегии Военной академии РККА, а вскоре возглавил Восточный факультет академии. В начале 1930-х годов Н. Н. Шварц работал старшим руководителем кафедры общей тактики Военной академии РККА имени М. В. Фрунзе. 4 июля 1936 года был назначен на должность старшего преподавателя кафедры оперативного искусства и стратегии (а также начальником одной из учебных групп) Академии Генерального штаба РККА, а затем — на должность профессора кафедры оперативного искусства (армейской операции). 11 декабря 1938 года приказом  Народного комиссара обороны СССР № 02586 комдиву Н. Н. Шварцу присвоены все права окончившего Академию Генерального штаба РККА.
В июне 1941 года генерал-майор Н. Н. Шварц являлся профессором кафедры оперативного искусства Военной академии Генерального штаба Красной Армии имени К. В. Ворошилова. С мая 1942 года - заместитель начальника кафедры оперативного искусства Высшей военной академии имени К. Е. Ворошилова.
Умер 4 января 1944 года в Москве. Похоронен на Введенском кладбище. Урна с прахом захоронена в старом колумбарии со стороны Крюковской улицы.

## Награды
Российская империя:
- Орден Святого Станислава 3 степени (1905);
- Орден Святой Анны 3 степени (13.05.1914);
- Орден Святого Владимира 4 степени с мечами и бантом (26.02.1915);
- Орден Святой Анны 2 степени с мечами (17.11.1914);
- Орден Святого Станислава 2 степени с мечами (17.11.1914).

СССР:
- Орден Красного Знамени (1922; Приказ РВСР № 133) — за участие в советско-польской войне;
- Два ордена Красной Звезды (16.08.1936, 22.02.1944).

## Звания
Российская империя:
- Подпоручик (ст. 09.08.1904);
- Поручик (ст. 10.08.1907);
- Штабс-капитан (ст. 07.05.1911);
- капитан (ст. 06.12.1913);
- Подполковник 1916 (ст. 25.03.1915);
- Полковник (15.08.1917).

СССР:
- Комдив (05.12.1935);
- Генерал-майор (04.06.1940);
- Генерал-лейтенант (29.08.1943).

## Сочинения
Автор ряда трудов по военному управлению и военной истории, в том числе:
- Материальное обеспечение наступления Западного фронта в июле-августе 1920 года — 1936.
- Подготовка и проведение командованием и штабом фронтовых и армейских операций — 1936.
- Работа командования фронта и армии и их штабов по управлению операциями — 1938.
- Устройство военного управления — 1927
- Работа штаба армии", 1938